# Manna Helsloot-Kwak
Manna Helsloot-Kwak is een Nederlands triatlete. Ze werd Nederlands kampioen triatlon op de lange afstand.
In 1984 werd ze Nederlands kampioen triatlon op de lange afstand in Almere met een tijd van 11:52.52 De wedstrijd werd gewonnen door de Amerikaanse Andis Bow met een tijd van 11:01.32.

## Titels
- Nederlands kampioen triatlon op de lange afstand - 1984

## Belangrijke prestaties
- 1983: 25km hardlopen 1:43.04
- 1984:  triatlon van Almere 11:52.52